# Mugilogobius paludis
Mugilogobius paludis és una espècie de peix de la família dels gòbids i de l'ordre dels perciformes.

## Morfologia
Els mascles poden assolir els 6 cm de longitud total.

## Distribució geogràfica
Es troba a Austràlia: des del sud de Queensland fins a Austràlia Meridional.